# گن (لباس زیر)

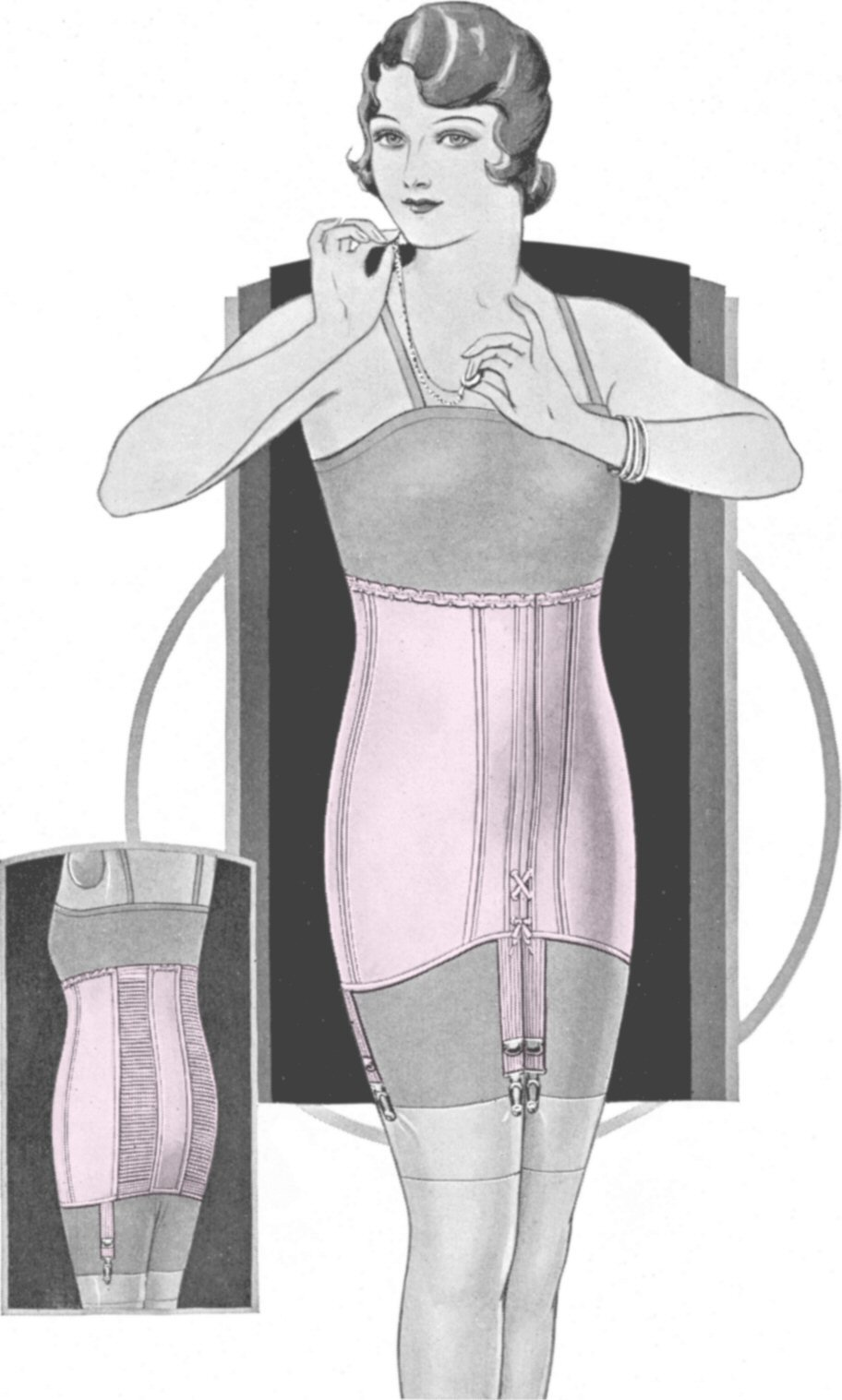
گن یک زن (به رنگ صورتی)، ۱۹۳۳.

گن (به انگلیسی: Girdle) یک نوع لباس زیر است که قسمت پایین‌تنه و تا زیر باسن را احاطه و امتداد می‌یابد. بعضی مدلها دارای بند برای نگه داشتن جوراب ساق‌بلند است و این لباس اغلب برای شکل‌دادن یا برای حمایت از شکم و باسن پوشیده می‌شود. ممکن است به دلایل زیبایی یا پزشکی پوشیده شود، یا به عنوان یک لباس جمع‌کننده کشی در ورزش. این شکل از لباس زیر زنانه به دلیل محبوبیت و راحتی جایگزین کرست شد و خود این لباس تا حد زیادی با جوراب شلواری در دهه ۱۹۶۰ جایگزین شد.

## تکامل از کرست
در طول دهه ۱۸۹۰، شکل ظاهری کرست و استفاده از آن شروع به تغییر کرد. با تأکید بیشتر بر کنترل کمر و بالای ران، بلندتر و S شکل شد بدن. لباس زیر جدیدتر از کمر تا باسن و شکم امتداد داشت. استفاده از اصطلاح گریدل برای شناسایی این نوع لباس زیر در زمان جنگ جهانی اول آغاز شد. در همین حدود زمانی، کش‌های لاستیکی معرفی شد. اکنون زنان بدن خود را به دو نوع پایه جدید تبدیل کردند، کمربند کششی دو طرفه بدن و سینه بند فنجانی، که هر دو نسبت به مدل قبلی خود، کرست استخوانی، راحت‌ترند.
گن‌های شرتی از پارچه الاستومر ساخته می‌شدند و گاهی با قزنبسته می‌شدند. در دهه ۱۹۶۰، مدل بلندتر سنتی دیگر با سبک‌های جدید مناسب نبود. یک گن شلواری فشرده تر برای پوشیدن با دامن‌های کوتاهتر طراحی شد. جوراب شلواری نه تنها راحت تر از گن بود، بلکه نیازی به گیره آویزان برای نگه داشتن جوراب ساق‌بلند نداشت.

## دهه ۱۹۶۰ به بعد
در سال ۱۹۷۰، پوشیدن جوراب شلواری به‌طور کلی جایگزین گن بند دار شد. جوراب شلواری جایگزین کمربند برای اکثر زنانی شد که از کمربند به عنوان وسیله ای برای نگه داشتن جوراب استفاده می‌کردند. با این حال، بسیاری از زنانی که کمربند گنی می‌پوشیدند به استفاده از گن کمربند کوتاه در بالای جوراب شلواری برای زیبایی اندام ادامه دادند. در اواخر دهه ۱۹۷۰، کسانی که خواهان کنترل فیگور بودند، گزینه نوعی جوراب شلواری را داشتند، در قسمت بالایی جوراب شلواری مقدار بیشتری از لایکرای الاستین برای کنترل فیگور و زیبایی اندام وجود داشت.
در سال ۱۹۶۸، در تظاهرات فمینیستی دوشیزه آمریکا، معترضان به‌طور نمادین تعدادی از محصولات زنانه را در «سطل زباله آزادی» انداختند. اینها شامل گن‌ها و کمربندهای جوراب بود که از جمله مواردی بود که معترضان آن را «ابزار شکنجه زنان» می‌نامیدند این‌ها لوازمی بودند که آنها تصور می‌کردند زنانگی اجباری است.

## لباس‌های شکل امروزی
گن‌های کمربندی و «شکل‌دهنده‌های بدن» هنوز توسط زنان استفاده می‌شود تا بدن خود را با لباس شکل دهند. در واقع، قرن بیست و یکم شاهد ظهور دوباره لباس‌های شکل دهنده بوده‌است، به‌ویژه با ظهور پارچه‌های جدید و ساخت‌وساز بدون درز، به طوری که لباس‌های شکل‌دهنده مدرن به‌طور قابل‌توجهی راحت‌تر از لباس‌های مبتنی بر کرست در قرن قبل هستند. برخی از این لباس‌ها ممکن است دارای سینه بند باشند، ترکیبی که به‌طور سنتی به عنوان کرست شناخته می‌شود، اما به‌طور کلی اکنون به عنوان «گن بدن» (یا فرم دهنده بدن) نامیده می‌شود. اسپانکس نمونه‌ای از لباس‌های شکل دهنده معاصر است.

## انواع گن
- شورت گنی یا گن شکم پهلو :شورت گن دار کشسانی بسیار بالایی دارد و سبب فشرده شدن چربی ها به داخل شده و به محض پوشیدن آن، سایز باسن، ران، شکم و زیرشکم و پهلو ها ۲ الی ۳ سایز کاهش می یابد.
- گن شلوارکی یا لاغری ران پا : این نوع از گن های لاغری، علاوه بر پوشش دهی شکم، تا بخش ران ها نیز امتداد دارد.
- گن یکسره یا تمام بدن : این گن های لاغری تا بخش ران یا پایین تر از آن امتداد پیدا می کند. خانوم ها از این گن لاغری برای خوش فرم تر شدن استایل خود در زیر لباس استفاده می کنند.
- گن ساعت شنی :بهترین گن برای زیر لباس مجلسی گن ساعت شنی است.
- گن بازو : این گن لیفت بازو و خاصیت ارتجاعی و فشرده سازی قوی بازوها و قسمت بالایی بد

## نگارخانه

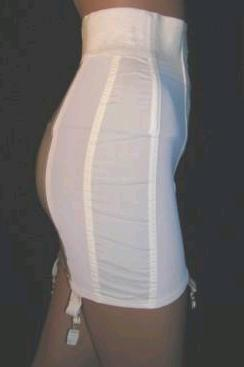
یک گن پایین تنه با بند جوراب
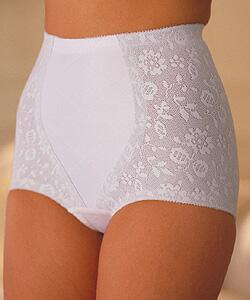
گن کشی شورتی
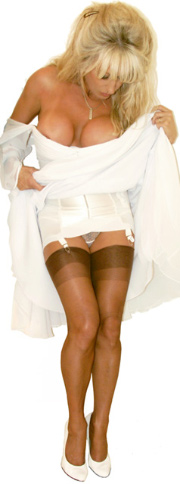
گن با بند جوراب
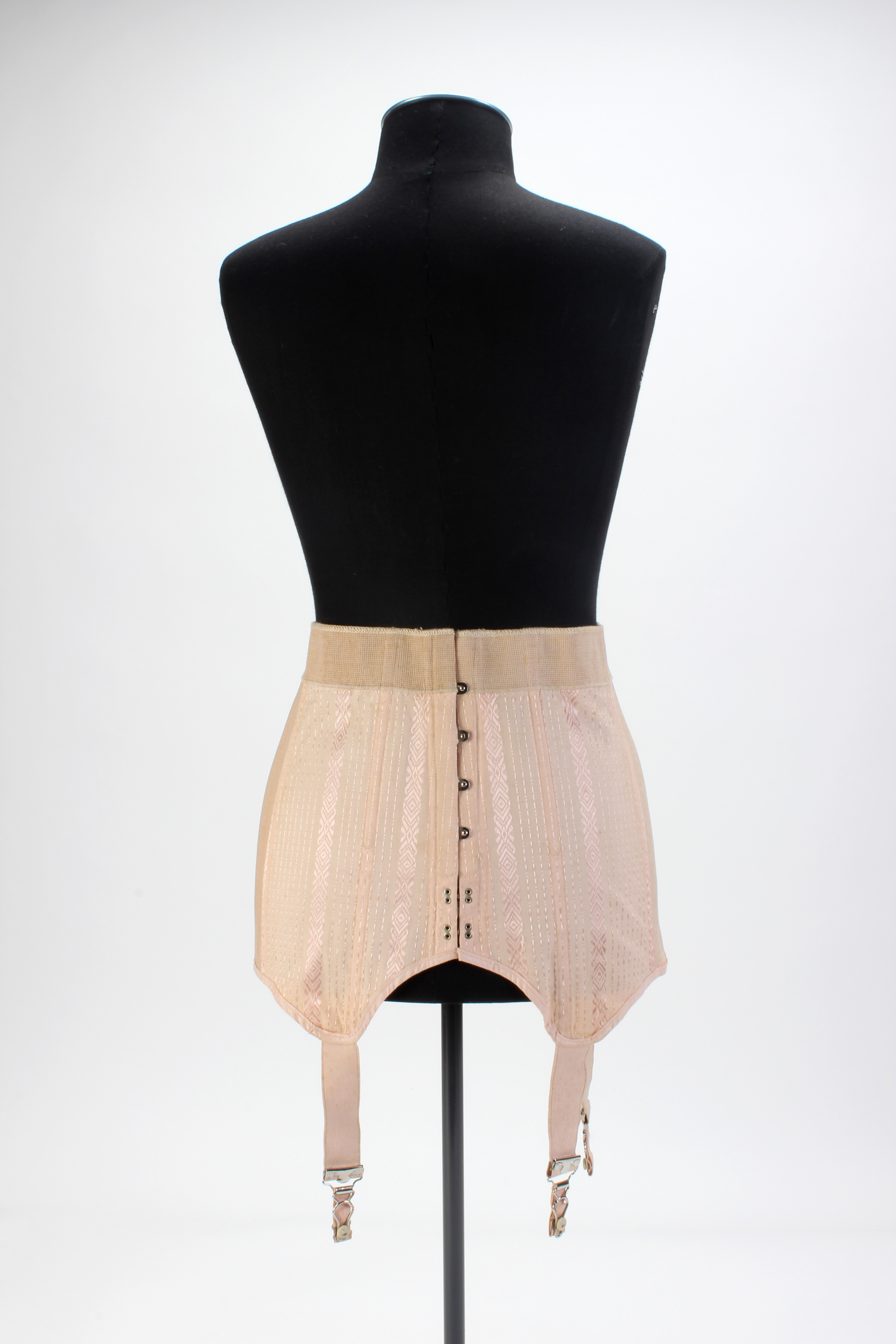
گن روی ماکت
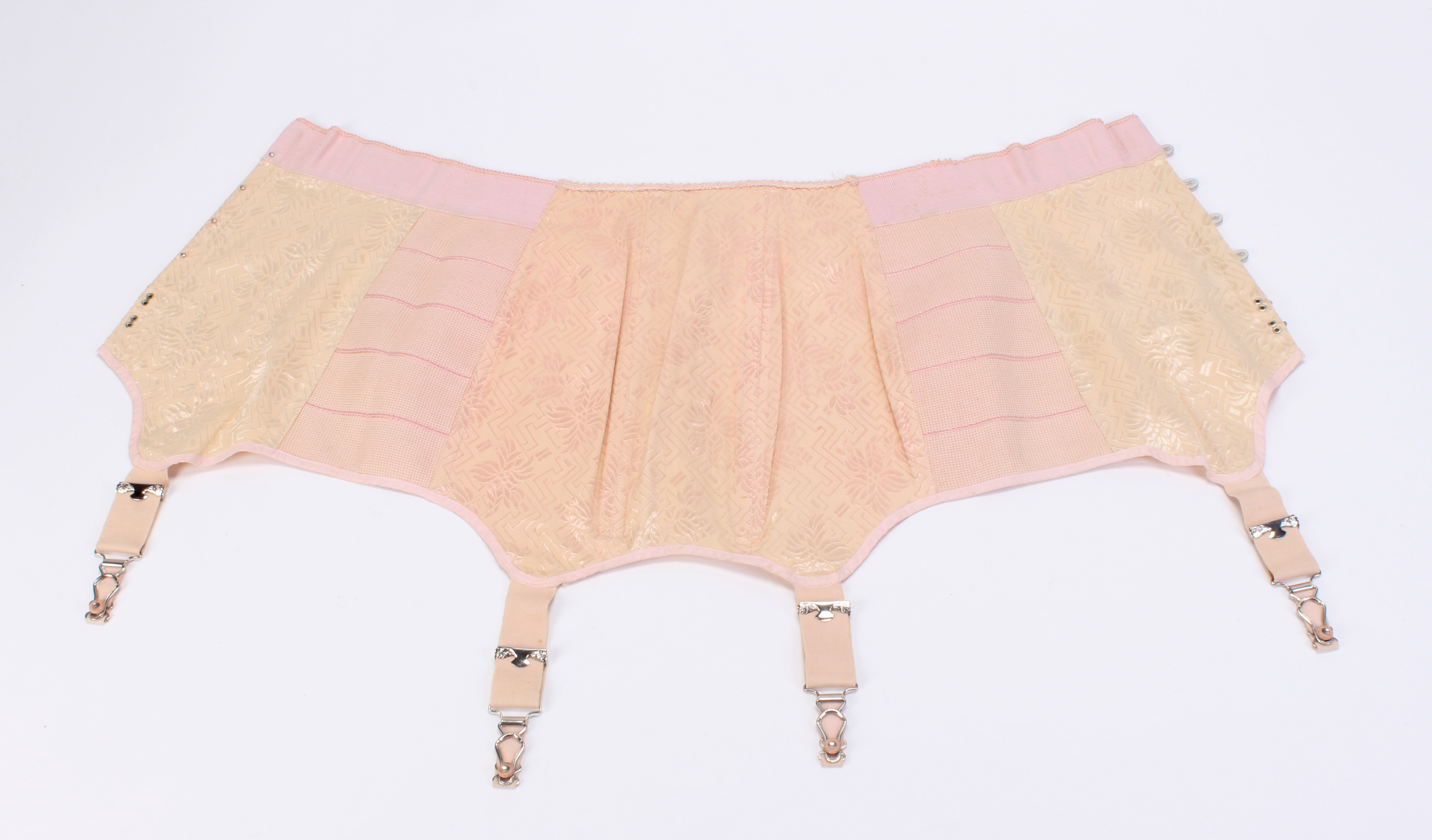
گن به‌صورت باز
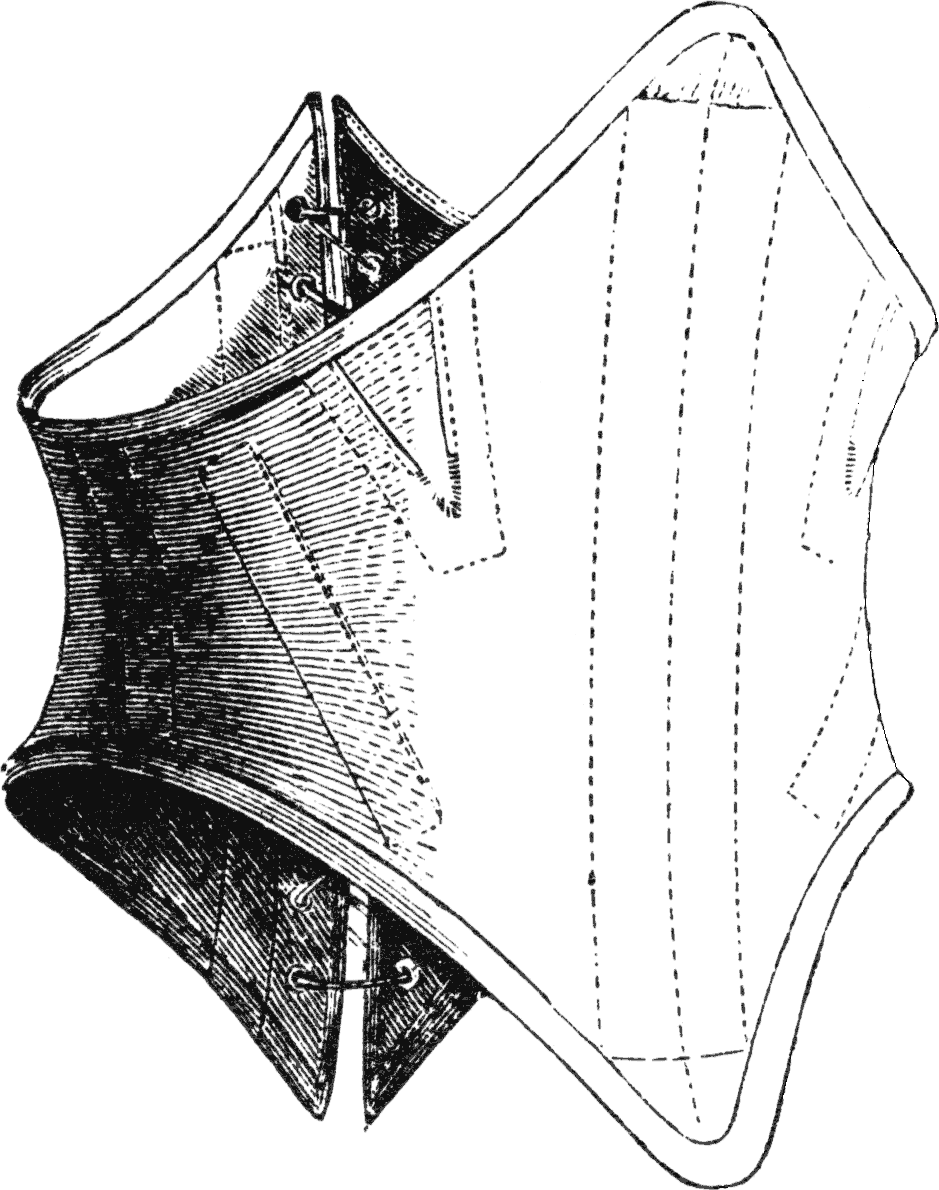
طرح از یک گن قدیمی